# 葛西憲之
葛西 憲之（かさい のりゆき、1946年（昭和21年）11月3日 - ）は、日本の政治家。元青森県弘前市長（2期）。

## 来歴
青森県弘前市にて出生。弘前市立和徳小学校、弘前市立第一中学校卒業。1967年（昭和42年）3月、函館工業高等専門学校土木工学科卒業。1970年（昭和45年）4月、青森県庁に入庁。
2002年（平成14年）4月、県土整備部道路課長に就任。2004年（平成16年）4月、弘前県土整備事務所長に就任。2006年（平成18年）7月、県土整備部長に就任。2007年（平成19年）3月、県庁を退職。
2007年（平成19年）7月、道路公社、土地開発公社、住宅供給公社理事長に就任。同年12月、弘前市副市長就任。2009年（平成21年）9月、辞任。
2010年（平成22年）4月11日に行われた弘前市長選挙に出馬。現職の相馬錩一と一騎討ちになる形で立候補し、市内経済団体などの支持を得て当選した。4月16日、市長に就任。
2014年（平成26年）4月、再選。
2018年（平成30年）4月に行われた弘前市長選挙で元市観光振興部長で新人の櫻田宏に約1万6000票差で敗れ落選。
2024年（令和6年）春の叙勲で旭日双光章受章。